# Нова Весь (гміна Плешев)
Нова Весь (пол. Nowa Wieś, нім. Neudorf) — село в Польщі, у гміні Плешев Плешевського повіту Великопольського воєводства.
Населення — 409 осіб (2011).
У 1975-1998 роках село належало до Каліського воєводства.

## Демографія
Демографічна структура станом на 31 березня 2011 року:
|          | Загалом | Допрацездатний вік | Працездатний вік | Постпрацездатний вік |
| -------- | ------- | ------------------ | ---------------- | -------------------- |
| Чоловіки | 204     | 36                 | 146              | 22                   |
| Жінки    | 205     | 46                 | 120              | 39                   |
| Разом    | 409     | 82                 | 266              | 61                   |